# Kobra černokrká
Kobra černokrká (Naja nigricollis) je druh plivající kobry z čeledi korálovcovitých vyskytující se v subsaharské Africe. Tento plaz dorůstá velikosti do 120–220  cm. Jedná se o jeden ze sedmi druhů plivajících kober v Africe. Tyto kobry jsou schopné plivat (přesněji vystřikovat) svůj jed na vzdálenost až 4 m, přičemž míří svým obětem do očí, čímž jim způsobují intenzivní bolest, dočasné oslepnutí, či dokonce trvalou slepotu.

## Vzhled
Kobra černokrká patří se svou délkou 120–220 cm k středně velkým kobrám. Někteří jedinci však mohou dorůst až 280 cm. Má výraznou hlavu, jejíž tvar je dán zejména díky dvěma velkým jedovým žlázám, jež jsou umístěny po obou stranách. Tento druh je převážně šedý, s černou hlavou a krkem. Může však být i černý s červenými skvrnami na krku.

## Jed
Jed kobry černokrké je charakteristický pro africké plivající kobry. Tak jako u většiny kober je tvořen směsí synaptických neurotoxinů, které působí na nervy a ovlivňují svaly. Její kousnutí bývá smrtelné. Díky ochrnutí bránice, jež způsobuje, mívá za následek zadušení. Tento druh má sice menší tendenci uštknout než ostatní kobry, je to však velice agresivní plivač.

## Výskyt
Kobra černokrká se vyskytuje v Angole, Beninu, Burkině Faso, Čadu, Etiopii, Gabonu, Gambii, Ghaně, Guineji-Bissau, Guineji, Jihoafrické republice, Kamerunu, na Kapverdách, v Keni, Kongu, Konžské dem. republice, Libérii, Mali, Mauritánii, Namibii, Nigeru, Nigérii, na Pobřeží slonoviny, v Senegalu, Sieře Leone, Somálsku, Středoafrické republice, Súdánu, Tanzanii, Togu, Ugandě a  Zambii.

## Potrava
Živí se převážně menšími hlodavci, jako jsou krysy a myši, nepohrdne však ani ještěrkou či menším hadem. Často se sama stává kořistí dravců, především hadilova písaře či mangusty žíhané.

## Rozmnožování
Kobra černokrká je jako její příbuzní vejcorodá, samička klade mezi 5–15 vajíčky.